# Cliff Hanger (jeu vidéo)
Ne doit pas être confondu avec Cliffhanger (jeu vidéo) ou Cliffhanger.
Cliff Hanger est un jeu vidéo laserdisc distribué par Stern Electronics en 1983. Il s'agit d'un film interactif qui requiert au joueur d’appuyer sur un bouton ou de bouger le joystick dans une direction précise lorsque le jeu lui demande pour faire avancer l'histoire.
Le jeu utilise de l'animation de deux films Lupin III, soit Le Château de Cagliostro (1979) d'Hayao Miyazaki, utilisé de manière proéminente dans le jeu, ainsi que Le Secret de Mamo (1978). Les segments du film Le Secret de Mamo utilisent le doublage anglophone d'origine fourni par Tōhō, tandis que les segments issus du film Le Château de Cagliostro utilisent un doublage conçu pour le jeu.
Une scène montrant le protagoniste pendu après que le joueur ait fait une erreur fut initialement incluse, mais une option fut ajoutée au jeu pour pouvoir l'éteindre.

## Synopsis
Le synopsis du jeu est librement basé sur celui du film Le Château de Cagliostro, et suit Cliff (Arsène Lupin III) essayant de sauver Clarissa (Lady Clarisse d'Cagliostro) du méchant Comte Draco (dans certains matériels, "Dreyco", et dans le manuel d'instruction, "Dragoe"), qui veut la marier. Cliff est aidé dans sa quête par Jeff (Daisuke Jigen) et par Samurai (Goemon Ishikawa XIII).

## Développement
Le jeu fut initialement édité à Associated Audio Visual, Inc., à Evanston, Illinois. Jack Bornoff était l'éditeur et Paul Rubenstein était le superviseur éditorial.[réf. nécessaire]
Cliff Hanger utilise une boucle de feedback pour lire les détails de l'image du laserdisc. Cela évitait au laserdisc et à la partie d'être désynchronisés (un cas fréquent dans les autres jeux laserdisc, alors que les lecteurs de disques vieillissaient).[réf. nécessaire]
La version originale de Cliff Hanger montrait une séquence avec Cliff pendu immédiatement après la séquence d'animation montrant que le joueur avait perdu. Cette séquence est tirée du début du film Le Secret de Mamo (où Lupin était supposément pendu en Transylvanie), ainsi que d'une autre scène située plus tard dans le même film. Selon le manuel d'instruction, un réglage du cabinet pouvait permettre à son propriétaire/opérateur de choisir s'il voulait faire jouer la séquence ou non.

## Accueil

### Critiques contemporaines
Le jeu parut dans une chronique de Computer Games Magazine (à ne pas confondre avec le magazine du même nom édité plusieurs années plus tard) sur différents jeux vidéo vidéodisque analysés par Ben Gold (un champion de jeux vidéo), Eugene Jarvis (un développeur connu pour avoir créé entre autres Defender et Robotron : 2084), et Steve Bloom. Gold trouva le jeu trop facile et le qualifia de « jeu à perte de temps ultime ». Il critiqua aussi le déroulement de l'histoire: « d'abord, vous êtes un voleur de banques, puis vous êtes le héros qui sauve la princesse, ensuite vous êtes attaqué sans savoir pourquoi ». Jarvis, de son côté, aimait l'animation du jeu, mais critiqua son manque d'interactivité et le fait que le jeu se déroule toujours de manière linéaire, ce qui n'était pas le cas avec Dragon's Lair où les séquences étaient jouées de manière aléatoire. Bloom, en revanche, trouva le jeu « amusant à regarder ou à jouer ».
John Holstrom, de Video Games, a aimé Cliff Hanger et trouva que ce jeu était mieux que Dragon's Lair, bien qu'il trouvait que les deux jeux se ressemblaient.

### Critiques rétrospectives
Jon Thompson, de AllGame, donna 2 étoiles et demi sur cinq au jeu. Il trouva que le point fort du jeu était ses personnages, mais critiqua son manque de jouabilité et sa difficulté. Il pointa également du doigt le déroulement incohérent du jeu, causé par le fait que les séquences issues du film n'étaient pas conçues pour un jeu interactif (il cite pour exemple le passage d'une scène se déroulant la nuit près d'un casino à une autre se passant sur une autoroute en plein jour).
Luke Plunkett, de Kotaku, affirma que le jeu « craignait ». Il trouva que le synopsis du jeu était « une cannibalisation cruelle du montage des deux films, empiré par le fait que dans certaines séquences, les voix ont été doublées juste pour le jeu, tandis que dans d'autres, le talent original issu des films a été gardé ». Il fit cependant remarquer que le jeu comportait certaines des scènes les plus iconiques du film Le Château de Cagliostro (notamment la scène de la course-poursuite).

## Postérité
Le jeu fut considéré pour être inclus sur l'édition américaine Blu-ray du film Le Château de Cagliostro de Discotek Media ; cependant, en raison d'une incapacité de trouver les contrats originaux pour le jeu, celui-ci fut laissé de côté.
Le jeu télévisé Starcade avait présenté un épisode spécial où, au lieu de jouer aux trois jeux habituels, les participants jouaient trois rondes de Cliff Hanger. Le gagnant du jeu, Mark Walsh, remporta un cabinet Cliff Hanger.
Dans le film Les Goonies (1985), Chunk est en train de jouer à Cliff Hanger lorsqu'il voit les frères Fratelli en voiture pourchassés par la police.
Le jeu apparait également dans un épisode de la série The Super Dimension Fortress Macross.
Cliff Hanger a contribué à exposer plusieurs américains dans les années 1980 à Lupin III et à Hayao Miyazaki, étant donné que le jeu est sorti aux États-Unis avant la parution officielle en salles ou sur vidéo maison de n'importe quel anime Lupin III ou de n'importe quelle production de Miyazaki dans ce pays.